# Edith Backlund
Edith Julia Helena Backlund (Umeå, 18 maggio 1982) è una cantante svedese.

## Biografia
Edith Backlund ha conseguito il suo primo posizionamento nella Sverigetopplistan col secondo album in studio, dal titolo Death by Honey (23º posto; 2008). Al disco ha fatto seguito l'LP Kill the Clowns (2012).

## Discografia

### Album in studio
- 2006 – Merely Daydreams
- 2008 – Death by Honey
- 2012 – Kill the Clowns

### Singoli
- 2005 – Much to Cry About
- 2006 – Burn Me and Blind Me
- 2008 – True Believer
- 2008 – Amen
- 2012 – Black Hole